# Zürcher Longitudinalstudien
Die Zürcher Longitudinalstudien (kurz ZLS) umfassen mehrere umfangreiche Langzeitstudien, die seit den 1950er-Jahren am Universitäts-Kinderspital Zürich durchgeführt werden. Die Studien hatten ursprünglich zum Ziel, verschiedene Bereiche der kindlichen Entwicklung genau zu beschreiben und somit Entwicklungsverläufe besser zu verstehen. Insgesamt wurden im Rahmen der ZLS über 1000 Kinder von der Geburt bis ins junge Erwachsenenalter untersucht. Im Jahr 2019 wurden die Studien wieder aufgenommen und seither im Erwachsenenalter weitergeführt – somit entsteht aktuell eine einzigartige Lebensspannen-Studie.

## Studiendesign und Geschichte
Kurz nach dem Ende des Zweiten Weltkrieges gründete die französische Regierung in Paris gemeinsam mit UNICEF das Centre International de l’Enfance – das Internationale Zentrum der Kindheit. Eine der Hauptaufgaben des Zentrums war die Koordination verschiedener europäischer Langzeitstudien zur Erforschung der kindlichen Entwicklung. Diese Studien wurden unter anderem in Paris, Brüssel, London und Stockholm durchgeführt.
Im Jahr 1954 startete auch das Kinderspital Zürich eine solche Studie – dies war der Beginn der Zürcher Longitudinalstudien. Unter Leitung der Professoren Andrea Prader und Guido Fanconi wurden im Rahmen der ersten Zürcher Longitudinalstudie (ZLS-1) mehr als 400 gesunde Kinder in regelmässigen Abständen ab dem Zeitpunkt ihrer Geburt über die gesamte Kindheit und Jugend hinweg bis ins junge Erwachsenenalter untersucht.
In den 1970er-Jahren wurden unter der Leitung von Remo Largo zwei weitere Studien gestartet: Die ZLS-2 untersuchte ab 1974 ungefähr 160 frühgeborene und 100 termingeborene Kinder; im Rahmen der ZLS-3 – auch „Generationenstudie“ genannt – erfolgte ab 1970 des Weiteren die Untersuchung von mehr als 320 Kindern der Teilnehmenden der ZLS-1.
Seit 2006 leitet Oskar Jenni, Leiter der Abteilung Entwicklungspädiatrie des Universitäts-Kinderspitals Zürich sowie der Akademie. Für das Kind. Giedion Risch, die Zürcher Longitudinalstudien. Die Datenerhebung der ZLS wurde 2020, als die jüngste Teilnehmerin der ZLS-3 das junge Erwachsenenalter erreicht hatte, abgeschlossen.
Seit dem Jahr 2019 werden alle ehemaligen Studienteilnehmenden der ZLS-1 und ZLS-2 (jetzt zwischen 40 und 65 Jahre alt) zu einem erneuten Untersuchungstermin eingeladen. Dem bestehenden Datensatz aus der Kindheit und Jugend wird ein weiterer Untersuchungszeitpunkt im mittleren und höheren Erwachsenenalter hinzugefügt; weitere Zeitpunkte sollen in Zukunft folgen. Ziel des Forschungsteams ist, eine einzigartige Lebensspannen-Studie zu Gesundheit und Entwicklung – die sogenannte ZLS-Lifespan zu erstellen. Die ZLS-Lifespan wird finanziell unterstützt vom Schweizerischen Nationalfond sowie von der Stiftung. Für das Kind. Giedion Risch, der Velux Stiftung (Healthy Ageing) und der Universität Zürich.

## Die Bedeutung der ZLS
Insgesamt gehören die Zürcher Longitudinalstudien zu den umfangreichsten Langzeitstudien zur kindlichen Entwicklung weltweit. Der Datensatz besteht aus standardisierten Entwicklungstests, strukturierten und halb-strukturierten Interviews mit Eltern und Lehrerpersonen, Zeichnungen, Röntgenbildern sowie Fotografien. Viele Daten aus den Studien wurden ausgewertet und in mehr als 200 Beiträgen in verschiedenen Fachzeitschriften publiziert. Erkenntnisse, die aus den ZLS gewonnen wurden, flossen auch direkt in den klinischen Alltag ein: So basierten beispielsweise die Normkurven zum kindlichen Wachstum, die von Kinderärztinnen und Kinderärzten in der Schweiz über viele Jahre hinweg verwendet wurden, auf den Daten der ZLS.